# Bishnupur
Bishnupur là một thành phố và là nơi đặt hội đồng đô thị (municipal council) của quận Bishnupur thuộc bang Manipur, Ấn Độ.

## Nhân khẩu
Theo điều tra dân số năm 2001 của Ấn Độ, Bishnupur có dân số 9704 người. Phái nam chiếm 52% tổng số dân và phái nữ chiếm 48%. Bishnupur có tỷ lệ 72% biết đọc biết viết, cao hơn tỷ lệ trung bình toàn quốc là 59,5%: tỷ lệ cho phái nam là 82%, và tỷ lệ cho phái nữ là 62%. Tại Bishnupur, 12% dân số nhỏ hơn 6 tuổi.